# Лі Чайлд
Лі Чайлд (англ. Lee Child; ім'я при народженні — Джеймс Д. Грант; 29 жовтня 1954, Ковентрі) — британський письменник, який відомий своєю серією книг про пригоди колишнього військового поліцейського Джека Річера. Лауреат премій Ентоні, Баррі у 1998 році та Ніро у 2005 році.

## Біографія
Народився 29 жовтня 1954 року в Ковентрі, Англія. 1958 року разом із батьками та трьома братами переїхав до Гендсворт Вуда (Бірмінгем), де мав більше можливостей отримати кращу освіту. До одинадцяти років навчався у Початковій школі Орчард. Згодом отримав стипендію на навчання у Школі Короля Едварда, школі, яку колись відвідував Джон Роналд Руел Толкін. Вищу ж освіту здобув в Університеті Шеффілда та спеціалізувався на правознавстві.
У студентські роки працював у театрі, а 1977 року переїхав до Манчестера та почав трудитися на телекомпанії «Гранада», де протягом тривалого часу займав посаду директора з виробництва та працював над такими телепрограмами як «Повернення у Брайдехед», «Головний підозрюваний», «Метод крекера» тощо. Загалом Грант брав участь у створенні 40 000 ефірних годин телеканалу. 1995 року його звільнили з роботи через реструктуризацію.

## Письменницька кар'єра
У березні 1997 року світ побачив дебютний роман письменника «Поверх смерті», який став першою книгою серії про пригоди колишнього військового поліцейського Джека Річера. Станом на 2017 рік вийшло двадцять два романи серії, два з яких екранізовано («Джек Річер» (2012) та «Джек Річер: Не відступай» (2016); у головній ролі — Том Круз).
Влітку 1998 року разом із дружиною Джейн та дочкою Рут переїхав до Нью-Йорка, здійснивши, за словами самого письменника, свою «давню мрію». Своїм псевдонімом завдячує сімейному жарту про неправильну почуту вимову назви автомобіля «Рено 5» (ака «Ле Мотор») — «Лі Мотор». У сімейному колі Гранти почали до всього додавати приставку «лі». Дочку Джеймса, зокрема, називали «Лі Чайлд», звідки й псевдо письменника.
2007 року у форматі аудіокниги вийшов трилер «Манускрипт Шопена», який став спільною роботою п'ятнадцяти письменників, серед яких, зокрема, й Лі Чайлд, а 2009 року світ побачив сиквел під назвою «Мідний браслет».
2009 року письменник заснував 52 стипендії Джека Річера в Університеті Шеффілда, де роком раніше його запросили прочитати серію лекцій. Того ж року Лі Чайлда обрали президентом письменницької організації «Детективні письменники Америки».
У 2020 році Лі Чайлд увійшов до складу журі Букерівської премії.

## Українські переклади
- Лі Чайлд. Нездоланний. — Клуб сімейного дозвілля, 2016. — С. 384. — ISBN 978-617-12-0225-2.
- Лі Чайлд. Вечірня школа. — Клуб сімейного дозвілля, 2017. — С. 352. — ISBN 978-617-12-3966-1.

### Серія романів про Джека Річера
| - Killing Floor (1997) – «Поверх смерті»; - Die Trying (1998) — «Ціною власного життя»; - Tripwire (1999) — «Пастка»; - Running Blind (2000) — «Пошук всліпу»; - Echo Burning (2001) — «Криваве ехо»; - Without Fail (2002) — «Без права на помилку»; - Persuader (2003) — «Спосіб переконання»; - The Enemy (2004) — «Ворог»; - One Shot (2005) — «Один постріл»; - The Hard Way (2006) — «Важкий шлях»; - Bad Luck and Trouble (2007) — «Суцільні проблеми та неприємності»; - Nothing to lose (2008) — «Немає що втрачати»; | - Gone Tomorrow (2009) — «Я піду завтра»; - 61 Hours (2010) — «61 година»; - Worth Dying For (2010) — «Це варта смерті»; - The Affair (2011) — «Справа»; - A Wanted Man (2012) — «У розшуку»; - Never Go Back (2013) — «Не відступай»; - Personal (2014) — «Особисте зацікавлення»; - Make me (2015) — «Нездоланний»; - Night School (2016) — «Вечірня школа»; - The Midnight Line (2017) — «Опівнічна лінія»; - Past Tense (2018) — «Минулий час»; - Blue Moon (2019) — «Синій місяць». |